# جاك بيير أباتوتشي
جاك بيير أبّاتوتشي (بالفرنسية: Jacques Pierre Abbatucci)، ويُعرف أيضًا بصيغته المحلية الكورسيكية جيكومس بيترو أبّاتوتشي، (7 سبتمبر 1723 – 17 مارس 1813) كان ضابطًا عسكريًا كورسيكيًا خدم في جيوش متعددة خلال مراحل الانتقال السياسي والعسكري التي شهدتها كورسيكا وفرنسا في القرنين الثامن عشر والتاسع عشر.

## الخلفية والنشأة
وُلد أبّاتوتشي في بلدة زيكافو بجزيرة كورسيكا عام 1723، عندما كانت الجزيرة تحت سيطرة جمهورية جنوة. نشأ في عائلة كورسيكية معروفة، وبرز في وقت مبكر من حياته بميوله العسكرية.

## المسيرة العسكرية
بدأ خدمته كضابط في جيش جمهورية جنوة الذي كان يحكم كورسيكا، ثم انخرط لاحقًا في الجيش الملكي الفرنسي في ظل نظام الحكم القديم (Ancien Régime). بعد اندلاع الثورة الفرنسية وتأسيس الجمهورية الفرنسية الأولى، التحق بصفوف الجيش الجمهوري وواصل خدمته حتى أواخر حياته.
تميز أبّاتوتشي بولائه لكورسيكا، وانخراطه في التغيرات السياسية والعسكرية التي شهدتها الجزيرة، لا سيما انتقالها من الحكم الجنوي إلى الفرنسي.

## الوفاة والإرث
توفي جاك بيير أبّاتوتشي في أجاكسيو، كورسيكا، عام 1813 عن عمر ناهز التسعين عامًا، بعد أن شهد ثلاثة أنظمة حكم رئيسية وتقلّبًا سياسيًا حادًا في فرنسا وكورسيكا. وقد بقي اسمه معروفًا في التاريخ الكورسيكي كأحد الضباط الذين جسّدوا التحولات بين العصور الملكية والجمهورية في البلاد.